# Feromon
A feromonok a természetben megtalálható kémiai vegyületek, melyek megtalálhatók az állatokban és az emberekben is. Szerte az élővilágban fontos szerepük van, mint a kommunikáció legelső formái. Segítik az állatokat a területük megjelölésében, a társak felismerésében és a nemi érdeklődést is jelzik. Az adott faj más egyedeiből váltanak ki viselkedésbeli reakciókat.
Görög eredetű szó, a phero (φέρω = hord, visz) és hormon szavak összeolvadásával keletkezett.

## Emberi feromonok
Az embereknél is fontos szerepet játszanak. A feromonok irányítják a nemi viselkedésünket és tesznek vonzóvá mások számára. Az első ilyen felismert feromon az androsztenon volt, amit a férfiak szervezete akaratukon kívül kiválaszt, és vonzza a nőket.
Kétféle feromon létezéséről tudunk jelenleg: az androsztenon és az androsztedion nevű tesztoszteronszármazékokról. Az androsztenon nőkben és férfiakban egyaránt jelen van, míg az androsztedion kifejezetten a férfiak izzadságában és vizeletében mutatható ki.

## Feromonok a rovarvilágban
Egyes rovarok szexuális csalogatóanyagot, riasztóanyagokat, gyülekezésre ingerlő anyagokat bocsátanak ki, melyeket a faj egyedei igen kis mennyiségben észlelnek, és ennek megfelelően reagálnak, ugyanakkor a legtöbb más faj számára szagtalanok.
A rovarok feromonjait a mezőgazdaságban és az élelmiszeriparban környezetbarát rovarcsapdák előállítására használják.